# Katie Melua

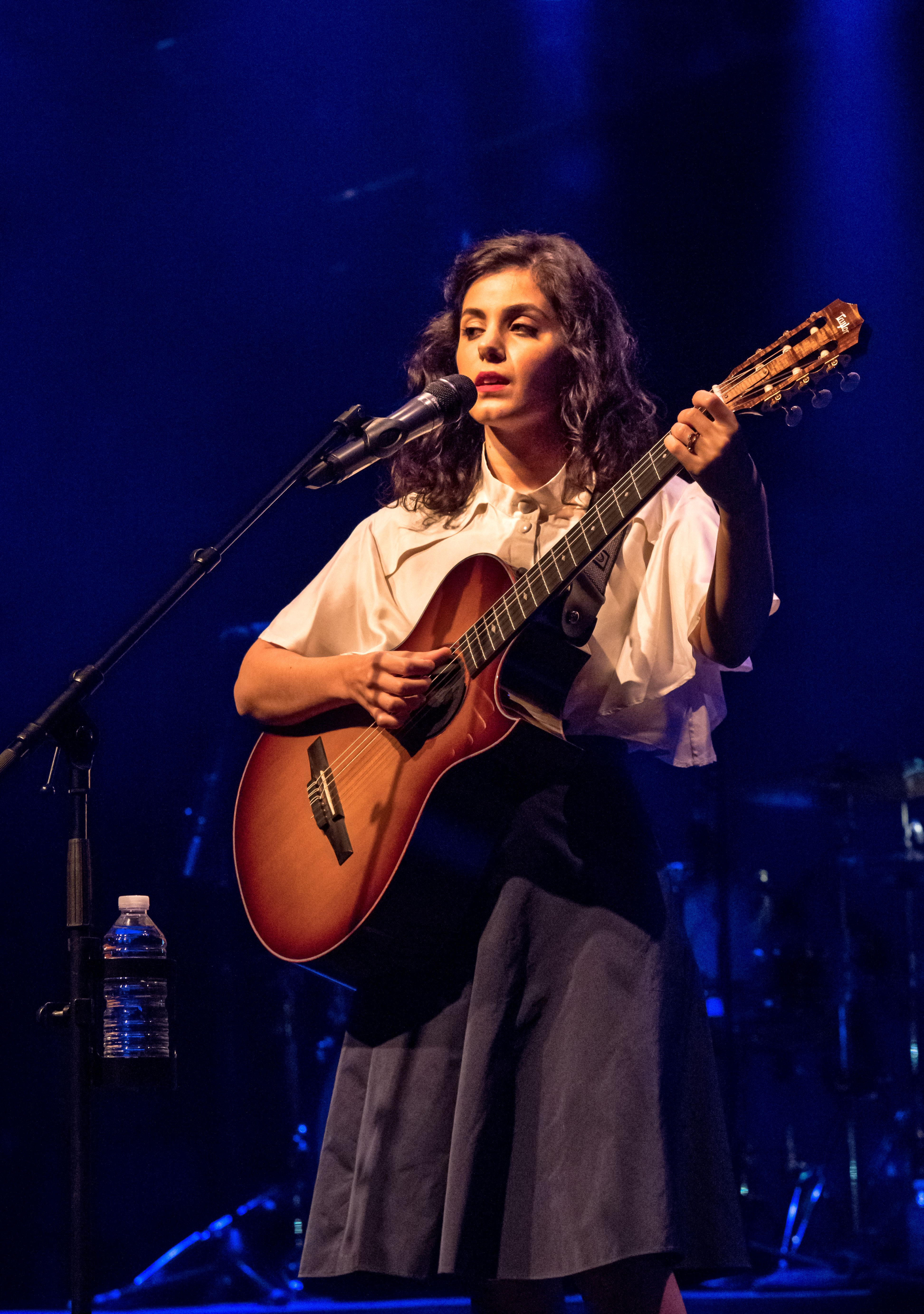
Zelt-Musik-Festival 2016 Friburg, Alemanya

Ketevan "Katie" Melua (en georgià: ქეთი მელუა), nascuda el 16 de setembre de 1984 a Kutaisi, és una cantant originària de Geòrgia que viu a Irlanda del Nord. El 10 d'agost del 2005 li fou concedida la nacionalitat britànica.
Va passar la major part de la seva infantesa a Batumi, Ajaria, on el seu pare treballava com a cardiòleg. El 1993, la seva família es va traslladar a Belfast i el 1998 a Londres. Amb 15 anys va guanyar un concurs de talents a ITV. Melua va signar amb la petita discogràfica Dramatico, sota la direcció del compositor Mike Batt, i va ser el seu debut musical el 2003. El 2006, va ser l'artista femenina que més venia del Regne Unit i l'artista femenina que més venia a tot Europa amb més de 3 milions de còpies pel seu segon àlbum "Piece By Piece".

## Carrera

### Etapa inicial
A causa de la inestabilitat política a Geòrgia Melua inicialment tenia previst convertir-se en historiadora o política. Això va canviar el 2000, als 15 anys, quan Melua va participar en un concurs de talents al canal de televisió britànic ITV anomenat "Stars Up Their Noses" (un títol paròdia de Stars in Their Eyes) part del programa infantil Mad for It. Melua va guanyar el concurs cantant Without You de Badfinger. El premi va valer 350 lliures en vals de MFI, amb els quals va comprar una cadira per al seu pare.

### BRIT School i Mike Batt
Després de completar el GCSEs, Melua va assistir a la BRIT School per a Arts Escèniques a Croydon, realitzant un BTEC amb nivell A en música. Quan estudiava a l'escola, Melua va començar a escriure cançons i va conèixer al seu futur director i productor, Mike Batt.
Mentre actuava a l'aparador de la BRIT School, Melua va cridar l'atenció del compositor i productor Mike Batt. Batt buscava originalment un baix per una banda de rock acid-rock i un cantant capaç de cantar "jazz i blues d'una manera interessant". Després d'escoltar Melua cantar "Faraway Voice" (una cançó que va escriure sobre la mort de la seva idolatrada Eva Cassidy) Batt va contractar Melua, de 18 anys, que va anar a la seva petita companyia de gravació i direcció i la va portar a l'estudi, produint els seus primers tres àlbums durant els anys següents, a més dels cinquè i sisè disc.

### William Orbit
Per al seu quart àlbum, The House (2010), Melua va treballar amb el productor William Orbit. Ella va dir sobre l'experiència: "Tot ha estat molt emocionant. Era la mateixa sensació que vaig tenir la primera vegada que vaig fer paracaigudisme. Estava realment molt nerviosa, però sabia que tot el que havia de fer era deixar-me anar i sentir-me increïble. No intentava apartar-me de res, es tractava més d'anar cap a alguna cosa. Volia que la música s'inspirés en el futur, alguna cosa desconeguda que mai s'havia escoltat abans, però alhora sostinguda en els valors de la música del passat, per intentar aprofundir en una cosa tan antiga i vella que està una mica oblidada. Vaig pensar que, si anéssim prou lluny en les dues direccions, podríem acabar al mateix lloc".

## Discografia

### Àlbums d'estudi
- Call Off the Search (2003)
- Piece by Piece (2005)
- Pictures (2007)
- The Katie Melua Collection (2008)
- Live at the O2 Arena (2009)
- The House (2010)
- Secret Symphony (2012)
- Ketevan (2013)
- In Winter (2016)
- Album No. 8 (2020)
- Love & Money (2023)

### Àlbums en directe
- Live at the O² Arena (2009)
- Live in Concert (2019)

### Àlbums recopilatoris
- The Katie Melua Collection (2008)
- Ultimate Collection (2018)

### Senzills

#### Call Off the Search
- The closest thing to crazy (2003)
- Call Off the Search (2004)
- Crawling up a hill (2004)

#### Piece by piece
- Nine million bicycles (2005)
- I cried for you / Just like heaven (2005)
- Spider's web (2006)
- It's only pain (2006)
- Shy boy (2006)

#### Pictures
- If You Were a Sailboat (2007)
- Mary Pickford (Used to Eat Roses)
- If the Lights Go Out (2008)

#### The Katie Melua Collection
- What a Wonderful World (amb Eva Cassidy enregistrada) (2007)

#### The House
- The Flood (2010)
- A Happy Place (2010)
- To Kill You with a Kiss (2010)

#### Secret Symphony
- Gold in them Hills (2011)
- The Bit That I Don't Get (2012)
- Better Than a Dream (2012)
- Moonshine (2012)
- The Walls of the World (2012)
- Forgetting All My Troubles (2012)

#### Ketevan
- I Will Be There (2013)
- The Love I'm Frightened Of (2013)

#### In Winter(edició especial)
- Fields of Gold (2017)

#### Album No. 8
- A Love Like That (2020)

### Aparicions en bandes sonores
| Any  | Pel·lícula       | Cançó                                       |
| ---- | ---------------- | ------------------------------------------- |
| 2005 | Just Like Heaven | "Just Like Heaven"                          |
| 2006 | Mía Sarah        | "Call Off the Search", "Tiger in the Night" |
| 2006 | Miss Potter      | "When You Taught Me How to Dance"           |
| 2007 | Nancy Drew       | "Looking for Clues"                         |
| 2009 | Faintheart       | "Toy Collection"                            |
| 2010 | The Tourist      | "No Fear of Heights"                        |
| 2011 | 5 Days of War    | "No Fear of Heights"                        |

### Actuació
| Any  | Pel·lícula | Paper                                              |
| ---- | ---------- | -------------------------------------------------- |
| 2007 | Grindhouse | Amiga de la víctima d'assassinat (segment "Don't") |